# 春日武彦
春日 武彦（かすが たけひこ、1951年（昭和26年）9月25日 - ）は、日本の精神科医。

## 人物
京都府生まれ。父も医師であり、厚生省の技官を務めていた時期もあった。1968年都立秋川高校入学、その後静岡県立静岡高等学校に転校卒業、日本医科大学医学部卒業、同大学院衛生学科修了。1986年医学博士。産婦人科医を6年務めた後、精神科医に転向、東京都立松沢病院勤務、東京都立墨東病院神経科部長などを経て、2007年東京未来大学教授。2009年から2010年まで社団聖美会多摩中央病院 院長を務める。2010年から成仁病院に顧問として勤務している。

## 著書
- 『ノイローゼ・うつ病・心身症 心の不調,対処は?見通しは?』テンタクル 1989
- 『ロマンティックな狂気は存在するか 狂気伝説の解体学』大和書房 1993　のち新潮OH!文庫
- 『私はなぜ狂わずにいるのか』大和書房 1994　「私たちはなぜ狂わずにいるのか」と改題、新潮OH!文庫
- 『心の闇に魔物は棲むか 異常犯罪の解剖学』大和書房 1996　のち光文社知恵の森文庫
- 『ザ・ストーカー 愛が狂気に変わるとき』祥伝社 1997　「屈折愛」と改題、文春文庫
- 『顔面考』紀伊國屋書店 1998　のち河出文庫
- 『屋根裏に誰かいるんですよ。都市伝説の精神病理』河出書房新社 1999　「家屋と妄想の精神病理」と改題、増補
- 『不幸になりたがる人たち 自虐指向と破滅願望』文春新書 2000
- 『病んだ家族、散乱した室内 援助者にとっての不全感と困惑について』医学書院 2001
- 『子供のまま大人になった人たち』角川春樹事務所 2001　「残酷な子供グロテスクな大人」と改題
- 『17歳という病 その鬱屈と精神病理』文春新書 2002
- 『何をやっても癒されない』角川書店 2003　「心という不思議」と改題、文庫
- 『はじめての精神科 援助者必携』医学書院 2004
- 『幸福論』講談社現代新書 2004
- 『奇妙な情熱にかられて ミニチュア・境界線・贋物・蒐集』集英社新書 2005
- 『子どものこころSOS 子どもの気持ち感じていますか?』グローバル教育出版 2006
- 『僕たちは池を食べた』河出書房新社 2006
- 『無意味なものと不気味なもの』文藝春秋 2007
- 『本当は不気味で怖ろしい自分探し』草思社 2007
- 『「治らない」時代の医療者心得帳 カスガ先生の答えのない悩み相談室』医学書院 2007
- 『問題は、躁なんです 正常と異常のあいだ』光文社新書 2008
- 『精神のけもの道 つい、おかしなことをやってしまう人たちの話』吉野朔実漫画 アスペクト 2008　のち文庫
- 『精神科医は腹の底で何を考えているか』幻冬舎新書、2009
- 『しつこさの精神病理 江戸の仇をアラスカで討つ人』角川oneテーマ21 2010
- 『家族の違和感親子の違和感 精神科医が読み解く「幸・不幸」』金子書房 2010
- 『「かったるい」から始まる心の病。 健全な心を保つため、必要なこと。 45分でわかる!』日本精神科看護技術協会監修 マガジンハウス 2010
- 『天才だもの。 わたしたちは異常な存在をどう見てきたのか』青土社 2010
- 『臨床の詩学』医学書院　2011
- 『つまらない人生入門 鬱屈大全』吉野朔実漫画 アスペクト 2011
- 『老いへの不安 歳を取りそこねる人たち』朝日新聞出版　2011　のち中公文庫
- 『「もう、うんざりだ!」自暴自棄の精神病理』角川SSC新書 2011
- 『「いかがわしさ」の精神療法』日本評論社　2012
- 『緘黙 五百頭病院特命ファイル』新潮文庫　2012（小説）
- 『自己愛な人たち』講談社現代新書 2012
- 『待つ力』扶桑社新書 2012
- 『「キモさ」の解剖室』イースト・プレス よりみちパン!セ 2014
- 『様子を見ましょう、死が訪れるまで 精神科医・白旗慎之介の中野ブロードウェイ事件簿』幻冬舎 2014
- 『鬱屈精神科医、占いにすがる』太田出版 2015
- 『なぜあの人は平気であなたを傷つけるのか』宝島社 2016
- 『鬱屈精神科医、お祓いを試みる』太田出版, 2017
- 『私家版精神医学事典』河出書房新社, 2017　『奇想版精神医学事典』河出文庫, 2021.8
- 『猫と偶然』作品社, 2019
- 『無意味とスカシカシパン 詩的現象から精神疾患まで』青土社, 2021.4
- 『鬱屈精神科医、怪物人間とひきこもる』キネマ旬報社, 2021.6
- 『あなたの隣の精神疾患』インターナショナル新書 集英社インターナショナル, 2021.6

### 共編著
- 『精神症状へのアプローチ』保坂隆共編著 南山堂 1994
- 『認知症高齢者を支えるケアマネジメント』土屋典子,長谷憲明共著 瀬谷出版 2005
- 『健全な肉体に狂気は宿る 生きづらさの正体』内田樹共著 角川oneテーマ21 2005
- 『「狂い」の構造 人はいかにして狂っていくのか?』平山夢明共著 扶桑社新書 2007
- 『人生問題集』穂村弘共著　角川書店 2009　→『秘密と友情』新潮文庫 2014
- 『無力感は狂いのはじまり 「狂い」の構造 2』平山夢明共著 扶桑社新書 2010
- 『「職場うつ」からの再生』埜崎健治共編著 金剛出版 2013
- 『ポップスで精神医学 大衆音楽を"診る"ための18の断章』山登敬之,斎藤環,松本俊彦,井上祐紀,井原裕共著 日本評論社 2015
- 『サイコパス解剖学』平山夢明共著. 洋泉社, 2017
- 『サイコパスの手帖』平山夢明共著. 洋泉社, 2019
- 『ネコは言っている、ここで死ぬ定めではないと』穂村弘,ニコ・ニコルソン共著. イースト・プレス, 2021.7

### アンソロジー収録
- 大祝巳先生、講義でしみじみと語る　『怪談実話 FKB 饗宴6』収録 竹書房文庫 2014年4月